# Шульгин Микола Якович
Микола Якович Шульги́н (1896–1935) — правник, радник місії УНР у Парижі (керівник Відділу опіки над еміґраціею); керівник Українського відділу в редакції місячника «Promethee».
Син Якова Шульгина, брат Олександра Шульгина.